# Druha Liha 2020-2021
La Druha Liha 2020-2021 è stata la 30ª edizione della terza serie del campionato ucraino di calcio. La stagione è iniziata il 6 settembre 2020 ed è terminata l'11 giugno 2021.

## Stagione

### Novità
Al termine della stagione 2019-2020 sono retrocessi dalla Perša Liha 2019-2020 il Metalurh Zaporižžja e il Čerkaščyna.
Sono salite, invece, in Perša Liha 2020-2021 Nyva Ternopil', VPK-Ahro, Polіssja Žytomyr, Krystal Cherson, Veres Rivne e Al'jans Lypova Dolyna.
Il Karpaty, a seguito del fallimento societario e della successiva rifondazione, è ripartito dalla Druha Liha. Il Balkany Zorja ha preferito, per motivi economici, ripartire dalla terza serie, nonostante la salvezza ottenuta sul campo nella scorsa stagione di Perša Liha.
Le seconde squadre di Čornomorec' e Avanhard Kramators'k, non hanno preso parte a questa edizione del torneo. Al loro posto, si sono iscritte due nuove squadre: il Metal Charkiv e il Volyn'-2. Prima dell'inizio del campionato, il Kaluš ha annunciato il ritiro dalla competizione.
Sette club sono saliti dalle serie dilettantisctiche: Epicentr, Karpaty Halyč, Černihiv, Rubicon Kiev, Dnipro Čerkasy, Jarud Mariupol' e Peremoha Dnipro.
La dirigenza del Hirnyk Kryvyj Rih ha cambiato la denominazione della propria squadra in Kryvbas Kryvyj Rih.

### Formula
Le 27 squadre sono suddivise in due gironi: uno da quattordici squadre, l'altro da tredici. Le prime due classificate di ciascun girone, saranno promosse in Perša Liha. La due prime classificate, disputeranno un incontro su campo neutro per decretare la vincitrice assoluta del campionato.
Le ultime classificate, retrocedono nelle divisioni regionali.

## Classifiche

### Girone A
|  | Pos. | Squadra                    | Pt | G  | V  | N | P  | GF | GS | DR  |
|  | ---- | -------------------------- | -- | -- | -- | - | -- | -- | -- | --- |
|  | 1.   | Podillja                   | 57 | 24 | 17 | 6 | 1  | 46 | 13 | +23 |
|  | 2.   | Užhorod                    | 54 | 24 | 17 | 4 | 3  | 50 | 23 | +27 |
|  | 3.   | Dinaz Vyšhorod             | 51 | 24 | 15 | 6 | 3  | 52 | 19 | +33 |
|  | 4.   | Epicentr                   | 48 | 24 | 14 | 6 | 4  | 36 | 15 | +21 |
|  | 5.   | Karpaty Halyč              | 46 | 24 | 14 | 4 | 6  | 42 | 25 | +17 |
|  | 6.   | Nyva Vinnycja              | 33 | 24 | 10 | 3 | 11 | 38 | 38 | 0   |
|  | 7.   | Bukovyna Černivci          | 32 | 24 | 9  | 5 | 10 | 27 | 31 | -4  |
|  | 8.   | Čajka Petropav. Borščahiv. | 25 | 24 | 6  | 7 | 11 | 26 | 32 | -6  |
|  | 9.   | Obolon'-2                  | 24 | 24 | 6  | 6 | 12 | 21 | 39 | -18 |
|  | 10.  | Černihiv                   | 21 | 24 | 5  | 6 | 13 | 19 | 33 | -14 |
|  | 11.  | Rubicon Kiev               | 17 | 24 | 4  | 5 | 15 | 17 | 44 | -27 |
|  | 12.  | Volyn'-2                   | 13 | 24 | 3  | 4 | 17 | 16 | 43 | -27 |
|  | 13.  | Karpaty                    | 13 | 24 | 3  | 4 | 17 | 20 | 55 | -35 |

Legenda:
      Promosso in Perša liha 2021-2022.
      Retrocesso nel campionato ucraino amatoriale.
Note:
Tre punti a vittoria, uno a pareggio, zero a sconfitta.
In caso di arrivo di due o più squadre a pari punti, la graduatoria verrà stilata secondo la classifica avulsa tra le squadre interessate.

### Girone B
|  | Pos. | Squadra                | Pt | G  | V  | N | P  | GF | GS | DR  |
|  | ---- | ---------------------- | -- | -- | -- | - | -- | -- | -- | --- |
|  | 1.   | Metal Charkiv          | 62 | 22 | 20 | 2 | 0  | 65 | 5  | +60 |
|  | 2.   | Kryvbas Kryvyj Rih     | 50 | 22 | 15 | 5 | 2  | 53 | 15 | +38 |
|  | 3.   | Metalurh Zaporižžja    | 43 | 22 | 13 | 4 | 5  | 42 | 20 | +22 |
|  | 4.   | Tavrija                | 42 | 22 | 12 | 6 | 4  | 41 | 22 | +19 |
|  | 5.   | Enerhija Nova Kachovka | 30 | 22 | 9  | 3 | 10 | 34 | 35 | -1  |
|  | 6.   | Jarud Mariupol'        | 28 | 22 | 8  | 4 | 10 | 27 | 39 | -12 |
|  | 7.   | Dnipro Čerkasy         | 27 | 22 | 7  | 6 | 9  | 17 | 34 | -17 |
|  | 8.   | Balkany Zorja          | 23 | 22 | 6  | 5 | 11 | 20 | 28 | -8  |
|  | 9.   | Peremoha Dnipro        | 23 | 22 | 5  | 8 | 9  | 21 | 29 | -8  |
|  | 10.  | Real Farma Odessa      | 18 | 22 | 5  | 3 | 14 | 13 | 40 | -27 |
|  | 11.  | Nikopol'               | 14 | 22 | 3  | 5 | 14 | 18 | 46 | -28 |
|  | 12.  | Mykolaïv-2             | 8  | 22 | 1  | 5 | 16 | 13 | 51 | -38 |
|  | 13.  | Čerkaščyna             | –  | –  | –  | – | –  | –  | –  | –   |

Legenda:
      Promosso in Perša liha 2021-2022.
      Esclusa a campionato in corso.
Note:
Tre punti a vittoria, uno a pareggio, zero a sconfitta.
In caso di arrivo di due o più squadre a pari punti, la graduatoria verrà stilata secondo la classifica avulsa tra le squadre interessate.

## Incontro per il campionato
Al match per decretare la vincitrice assoluta del campionato prendono parte le due formazioni arrivate prime nel proprio girone.
|          | Risultati |               | Luogo e data            |
| -------- | --------- | ------------- | ----------------------- |
| Podillja | 0 - 1     | Metal Charkiv | Čerkasy, 16 giugno 2021 |